# Амароне делла Вальполічелла

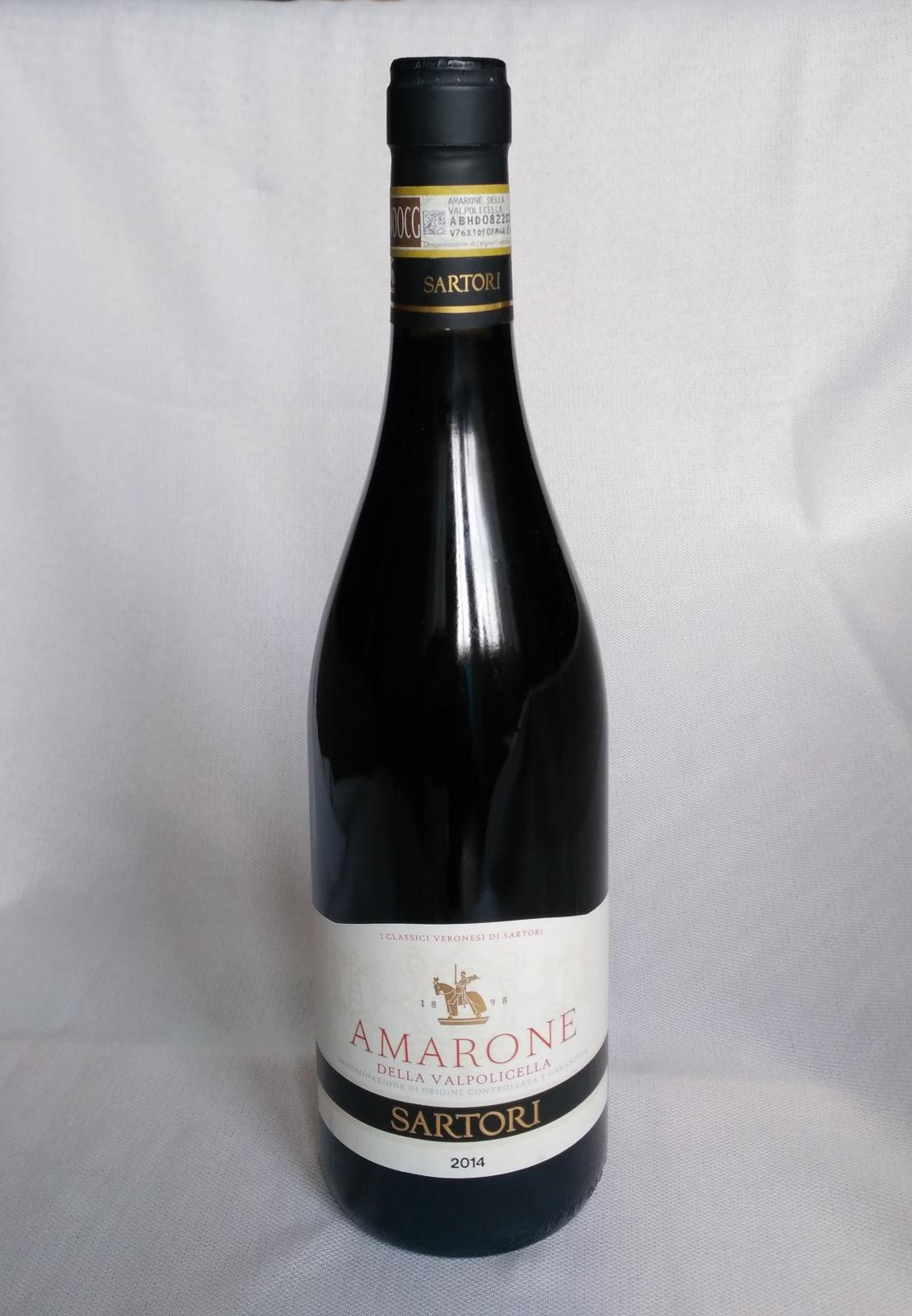
Пляшка Амароне

Амароне делла Вальполічелла (італ. Amarone della Valpolicella) — італійське сухе червоне вино, виробляється у регіоні Венето, є візитівкою цього регіону.   Має найвищу категорію якості — Denominazione di Origine Controllata e Garantita (DOCG). Назву вино отримало від слова «Amaro», яке переводиться з веронського діалекту як «гіркий» — на противагу солодкому Речото делла Вальполічелла, від якого походить це вино.

## Технологія виробництва
Амароне виробляється з в'ялених ягід винограду сортів Корвіна (45–95 %), Рондинелла (5–30 %), або до 25 % червоних сортів, які дозволені для вирощування у регіоні Венето. Виноград у третій декаді вересня або на першому тижні жовтня дуже обережно збирають, відбираються найкращі грона. Після цього у спеціальних сушильних приміщеннях («італ. fruttaio») з контрольованою температурою виноград сушать від кількох тижнів до кількох місяців на стелажах. Дозволяється використання промислових систем циркуляції повітря, але без його нагрівання. При цьому ягоди втрачають близько 50 % вологи, внаслідок чого у винограді відбуваються кілька складних перетворень: підвищення концентрації цукрів, зниження кислотності, зміна співвідношення глюкози та фруктози, що призводить до концентрації поліфенолів та до значного збільшення гліцерину та інших речовин, що робить вино, отримане в результаті сушіння, абсолютно відмінним від вина, отриманого з свіжозрізаного винограду. Після цього виноград подрібнюється та зброджується. Після бродіння вино деякий час витримують у дубових діжках (не менше 2 років), потім вино витримують у пляшках. Вміст цукрів у ягодах дуже високий, на відміну від Речото делла Вальполічелла їх зброджують максимально, тому після ферментації отримують сухе вино, яке має високий вміст алкоголю 15–16 °.

## Виноробна зона
Стандартне амароне може вироблятись будь-де у виноробному субрегіоні Вальполічелла. Якщо вино виробляється у суб-зонах «італ. Classico» та «італ. Valpantena» воно маркується відповідним чином.

## Характеристики вина
Амароне — вино з насиченим червоним кольором, ароматом вишні, смородини, шоколаду та спецій. Воно має гарну структурою та повний, м'який, збалансований смак. Гарно поєднується з м'ясними стравами та твердими сирами. Має гарний потенціал для витримки, хоча може споживатись і молодим.